# Abbaye du Joug-Dieu
L'abbaye du Joug-Dieu figurait parmi les principales abbayes bénédictines du Beaujolais. Aujourd'hui disparue, elle était située sur la paroisse d'Ouilly (actuel département du Rhône, à proximité de Villefranche-sur-Saône). Fondée au début du XIIe siècle, elle fut sécularisée à la fin du XVIIe siècle et unie à la collégiale de Villefranche, puis vendue comme bien national pendant la période révolutionnaire. Ce qui restait de l'église et des bâtiments conventuels fut rasé en 1851.

## Histoire

### Origine
Ce monastère fut fondé en 1115 par la volonté de Guichard III de Beaujeu qui fit don aux Bénédictins de sa villa de Thamais, sur la paroisse d'Ouilly. Car c'est bien en 1115 et non pas en 1118 comme le mentionne la prétendue charte de fondation qui figure au cartulaire de l'abbaye de Tiron (Normandie) et qui s'avère être un faux, que fut installée la première communauté de religieux.
Sous la conduite de Gauceran, l'essor de cette fondation fut rapide et dès 1137 le seigneur de Beaujeu et l'archevêque de Lyon obtinrent l'élévation du monastère au rang d'abbaye.
Devant l'afflux des dons et des vocations, l'abbaye du Joug-Dieu put elle-même fonder, en 1160, une maison sur la rive gauche de la Saône, à Seillon, en Bresse.

### Le litige avec les Chartreux
Elle ne conserva cependant pas longtemps cette dépendance car les religieux qui l'occupaient ne tardèrent pas à se sentir plus attirés par l'austérité et la rigueur de la règle d'un nouvel ordre : celui des Chartreux. Plus ou moins contraint par les évènements, l'abbé du Joug-Dieu dut consentir en 1178 à la demande formulée par les moines de Seillon. Mais l'abbé du Joug-Dieu y posait une condition ; son abbaye conservait en Bresse le prieuré de Montmerle, auparavant dépendance de celui de Seillon. La remise en cause de cet accord en 1210 par les religieux de Montmerle, qui demandaient eux aussi à prendre l'habit de Chartreux, entraîna une crise sérieuse entre les deux ordres. Celle-ci ne fut réglée que grâce à l'intervention, et aux qualités de diplomate, de l'archevêque de Lyon, Renaud de Forez. Une bulle pontificale datée de 1222 confirma le règlement de ce différend qui privait l'abbaye du Joug-Dieu de la presque totalité de ses dépendances outre Saône.

### Fin de la période médiévale
À la suite de la perte de ses dépendances en Bresse, l'abbaye recentra son développement sur le Beaujolais et rechercha pour cela l'appui des seigneurs de Beaujeu. En 1231 ou 1232 Humbert V de Beaujeu autorisa l'abbaye à acheter des biens dans ses domaines en toute seigneurie. L'abbaye du Joug-Dieu fit alors l'acquisition de la seigneurie d'Azolette, située à la limite du Mâconnais, qu'elle posséda pendant tout le reste de la période médiévale. 
La Guerre de Cent Ans sonna le glas de la prospérité du monastère. Dirigée par des abbés commendataires qui n'y résidaient plus, l'abbaye ne retrouva jamais son importance et ne fit que décliner durant la période moderne.

### Disparition
L'abbaye en plein déclin fut sécularisée en 1687 et unie à la collégiale de Villefranche-sur-Saône l'année suivante à la demande des derniers religieux qui souhaitaient quitter leur abbaye. Elle fut vendue comme bien national pendant la période révolutionnaire. Ce qui restait de l'église et des bâtiments conventuels fut rasé en 1851. La commune d'Ouilly a quant à elle disparu en 1853, partagée entre les communes de Gleizé, Arnas et Villefranche-sur-Saône.